# ユアン・マクラウド
ユアン・マクラウド（Euan MacLeod、1956年 - ）は、ニュージーランド出身の画家、美術家。
クライストチャーチ生まれ。クライストチャーチ・テクニカル・インスティチュート（現在のクライストチャーチ・ポリテクニック）でグラフィックデザインを学び、カンタベリー大学で絵画を学ぶ。1981年にシドニーへ移り作家活動を始める。
シドニーを中心に画家として活動し肖像画、風景画を数多く発表。1999年にオーストラリアの肖像画部門で最高賞のアーチバルド賞を受賞。2001年にはオーストラリアの絵画部門で最高賞の一つであるサー・ジョン・スールマン賞を受賞した。ナショナル・アート・スクール講師。